# Kamienica pod Gutenbergiem w Łodzi
Kamienica pod Gutenbergiem – zabytkowa kamienica znajdująca się w Łodzi przy ulicy Piotrkowskiej 86, należąca pierwotnie do Jana Petersilgego.

## Historia
15 grudnia 1893 parcelę wraz z istniejącymi na niej dotychczas budynkami odkupił Jan Petersilge i przystąpił do budowy frontowej kamienicy.
Kamienica została zbudowana w 1896 r. według projektu architektów – Kazimierza Pomian-Sokołowskiego i Franciszka Chełmińskiego.
W budynku tym przed I wojną światową mieściły się lokal Kompanii Singer, elegancka restauracja „Louvre”, klinika oraz szkoła dentystyczna, a także redakcja najstarszej łódzkiej gazety „Lodzer Zeitung” (od 1897 r.). W styczniu 1915 r. redakcję zamknęły niemieckie władze okupacyjne. Zastąpiono ją drukowaną przy ul. Piotrkowskiej 85 gazetą „Deutsche Lodzer Zeitung”, która ukazywała się do 1918 r. Natomiast w tym samym budynku od 30 grudnia 1915 r. działała redakcja „Godziny Polskiej”, ze względu na proniemieckie sympatie nazywanej „Gadziną Polską”. W okresie międzywojennym znajdowała się tutaj siedziba Stronnictwa Narodowego. W czasie bitwy nad Bzurą w kamienicy ulokowano sztab 8 Armii niemieckiej. W latach 1972–1973 w piwnicy Klub Związku Polskich Artystów Plastyków działała Galeria Adres.
Budynek wpisany jest do rejestru zabytków pod numerem A/71 z 20.01.1971.

## Architektura
Budynek ma eklektyczną elewację – łączy elementy neogotyku, neorenesansu, baroku i secesji. Jest bogato ornamentowana (liście, kwiaty, amorki, maszkarony, wieńce). W fasadzie dominującym jest środkowy wykusz ze szczytem ozdobionym wolutami. W części środkowej, w niszy, umieszczony został posąg Jana Gutenberga, pomiędzy oknami zaś znajdują się medaliony z portretami wynalazców drukarskich.
Kamienicę tę w latach 70. XX w. w konkursie Dziennika Łódzkiego uznano za najpiękniejszą łódzką kamienicę, jednak z biegiem lat niszczała, również na skutek nieudolnie prowadzonych prac remontowych. W 2011 ukończono generalny remont elewacji kamienicy, przywracając jej pierwotny blask. Podczas prowadzonych prac konserwatorskich odkryto namalowane na frontonie girlandy z dyniami, słonecznikami, winogronami i innymi owocami oraz kwiatami. Podczas remontu przywrócono również inne elementy, takie jak metalowe smoki i rośliny, a także balustrady z kutego żelaza.

## Galeria

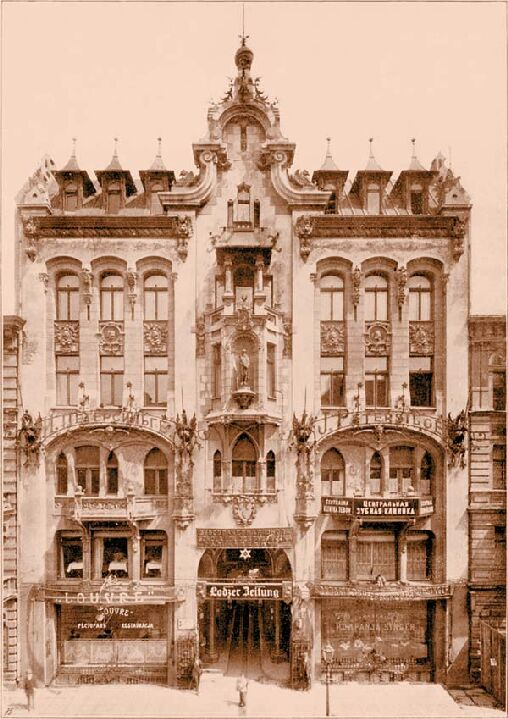
Kamienica Petersilge przed 1939
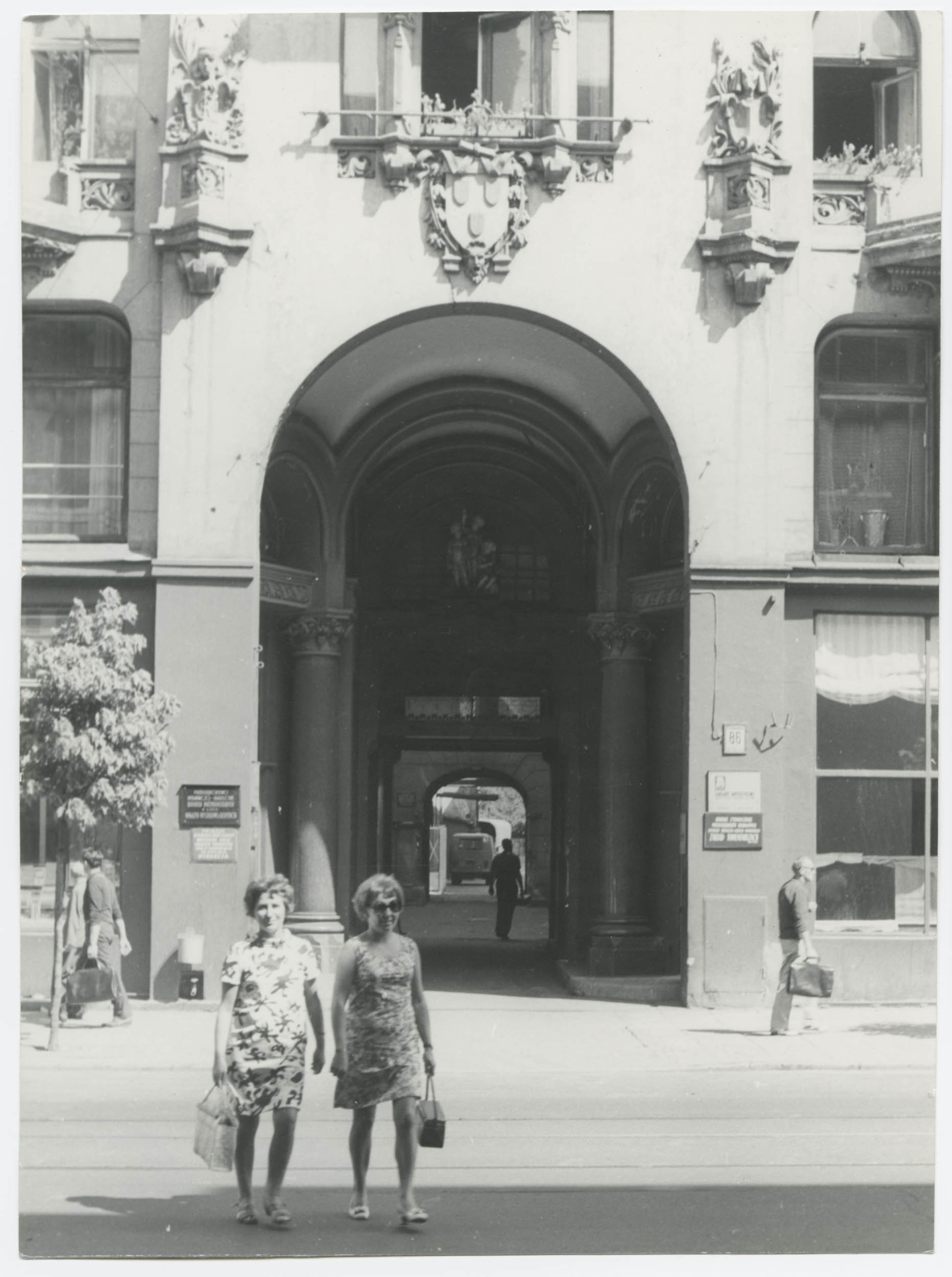
Brama kamienicy
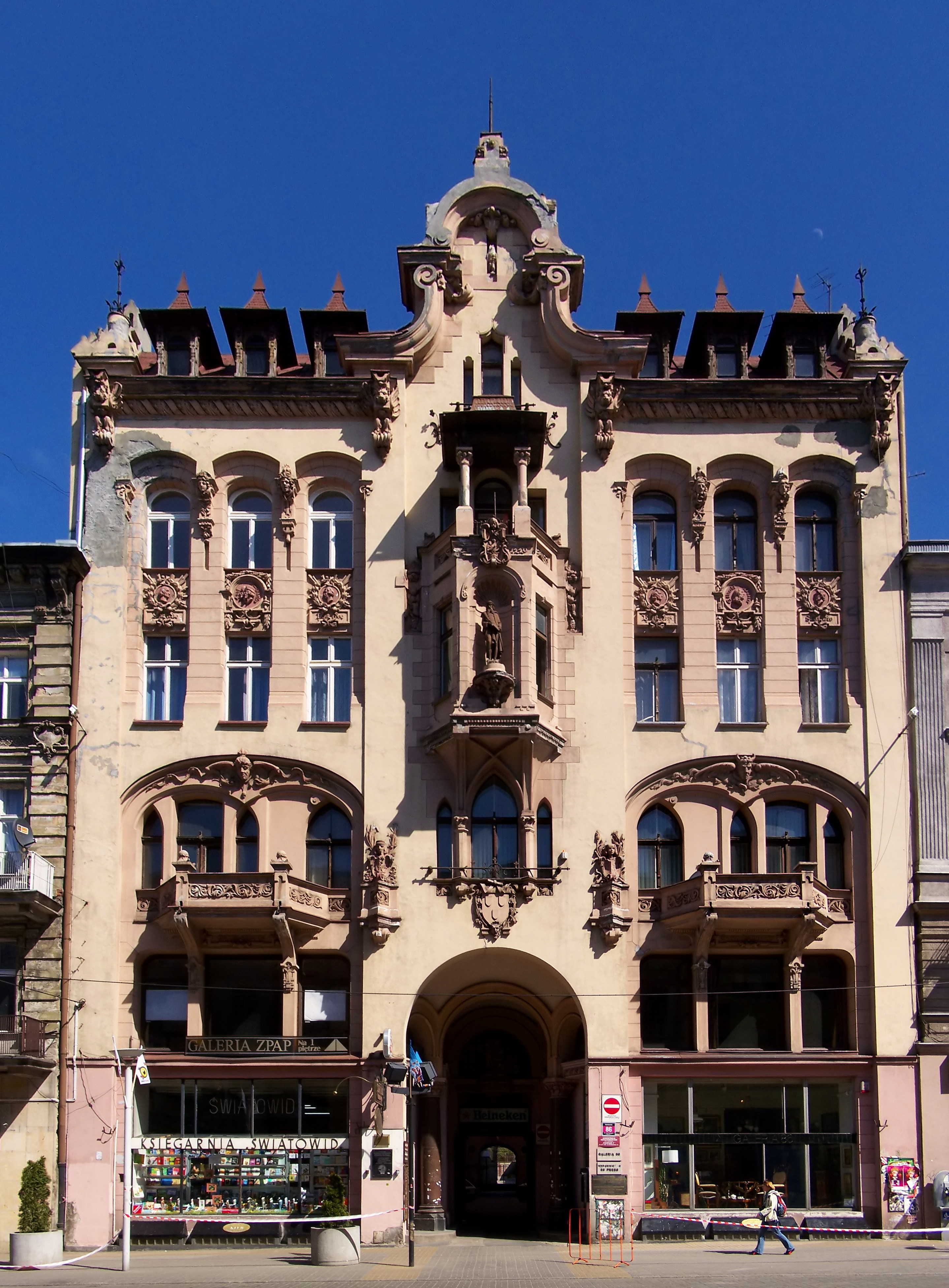
Widok z roku 2007
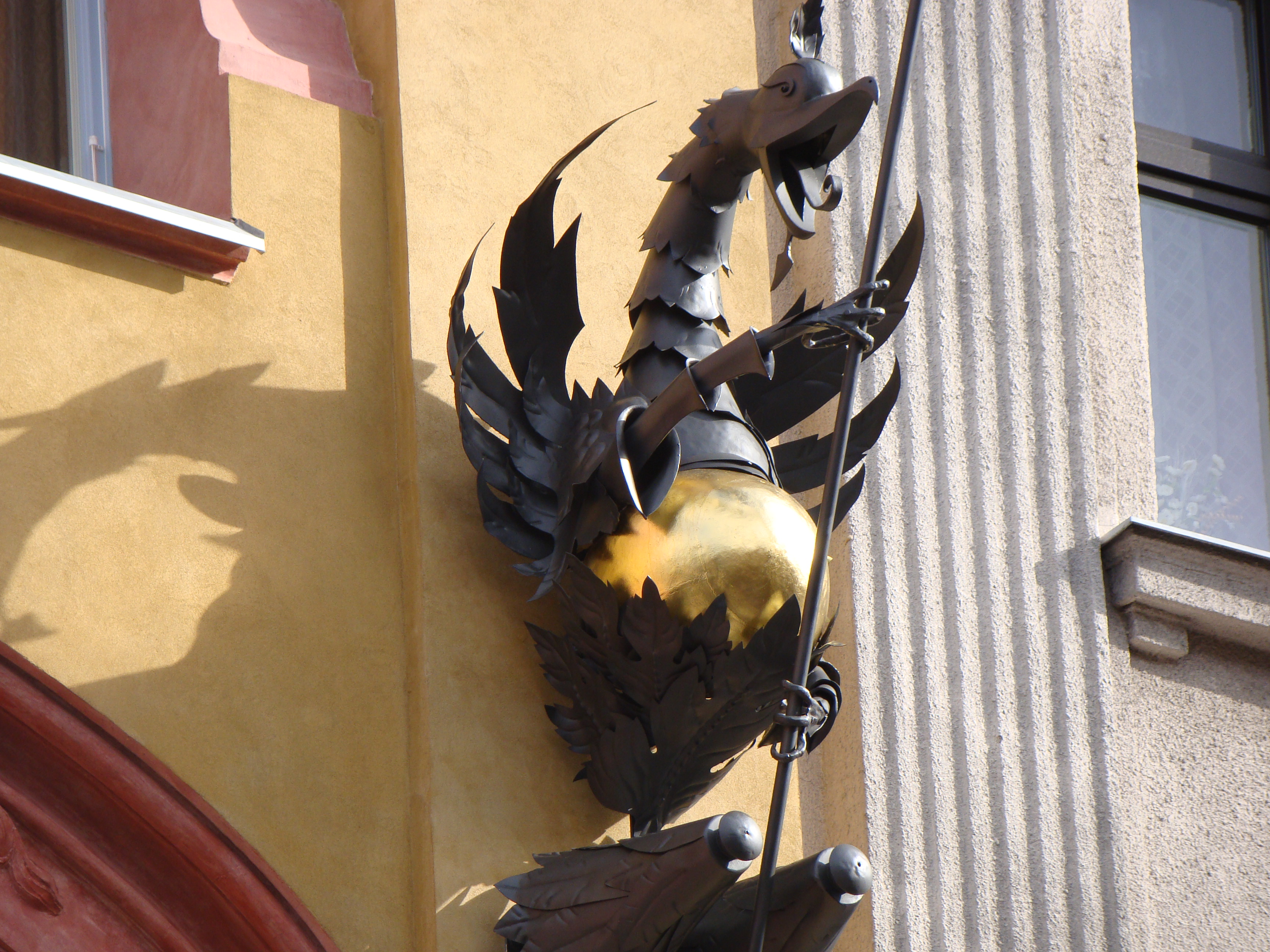
Jeden z czterech smoków
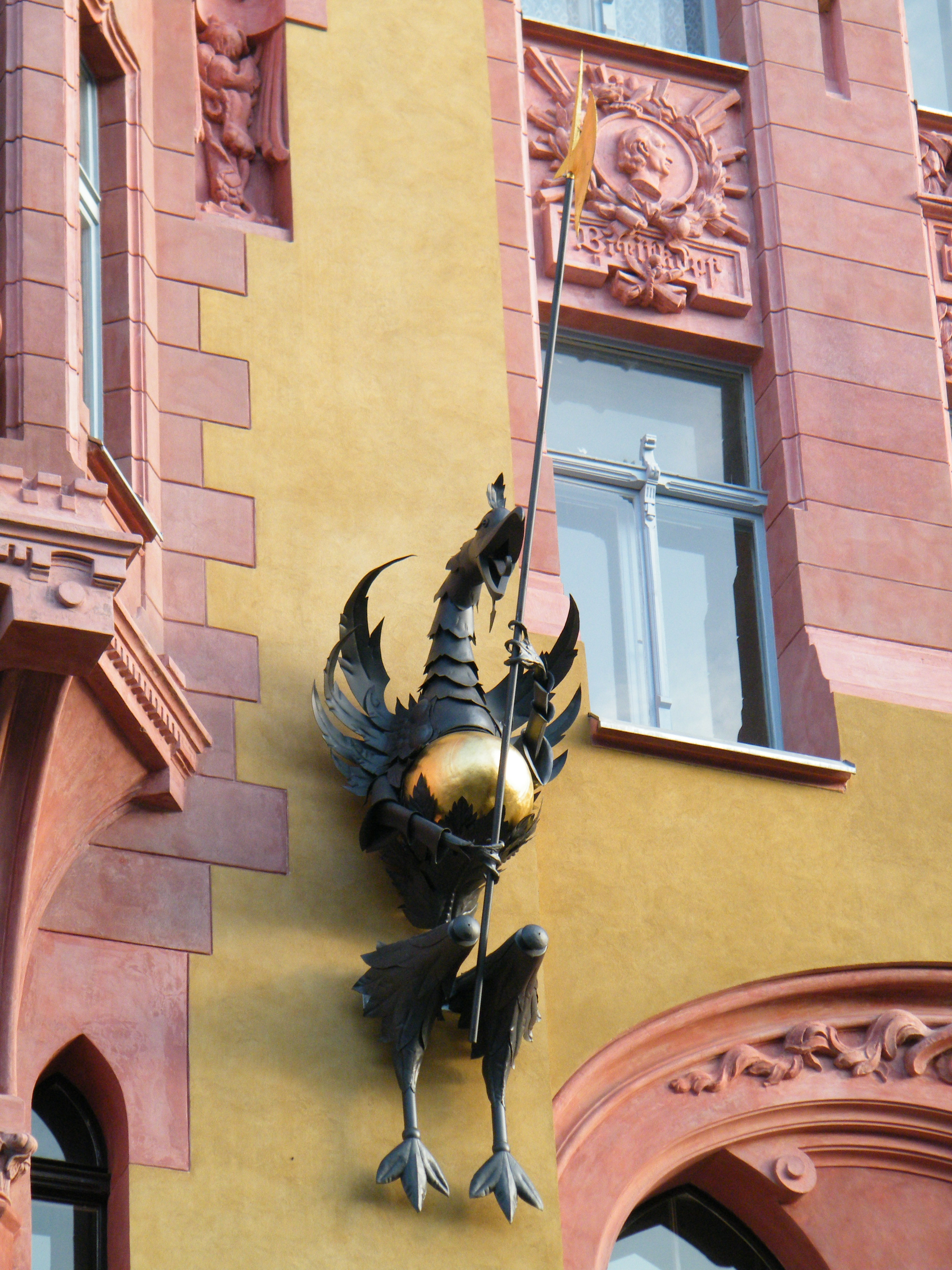
Jeden z czterech smoków
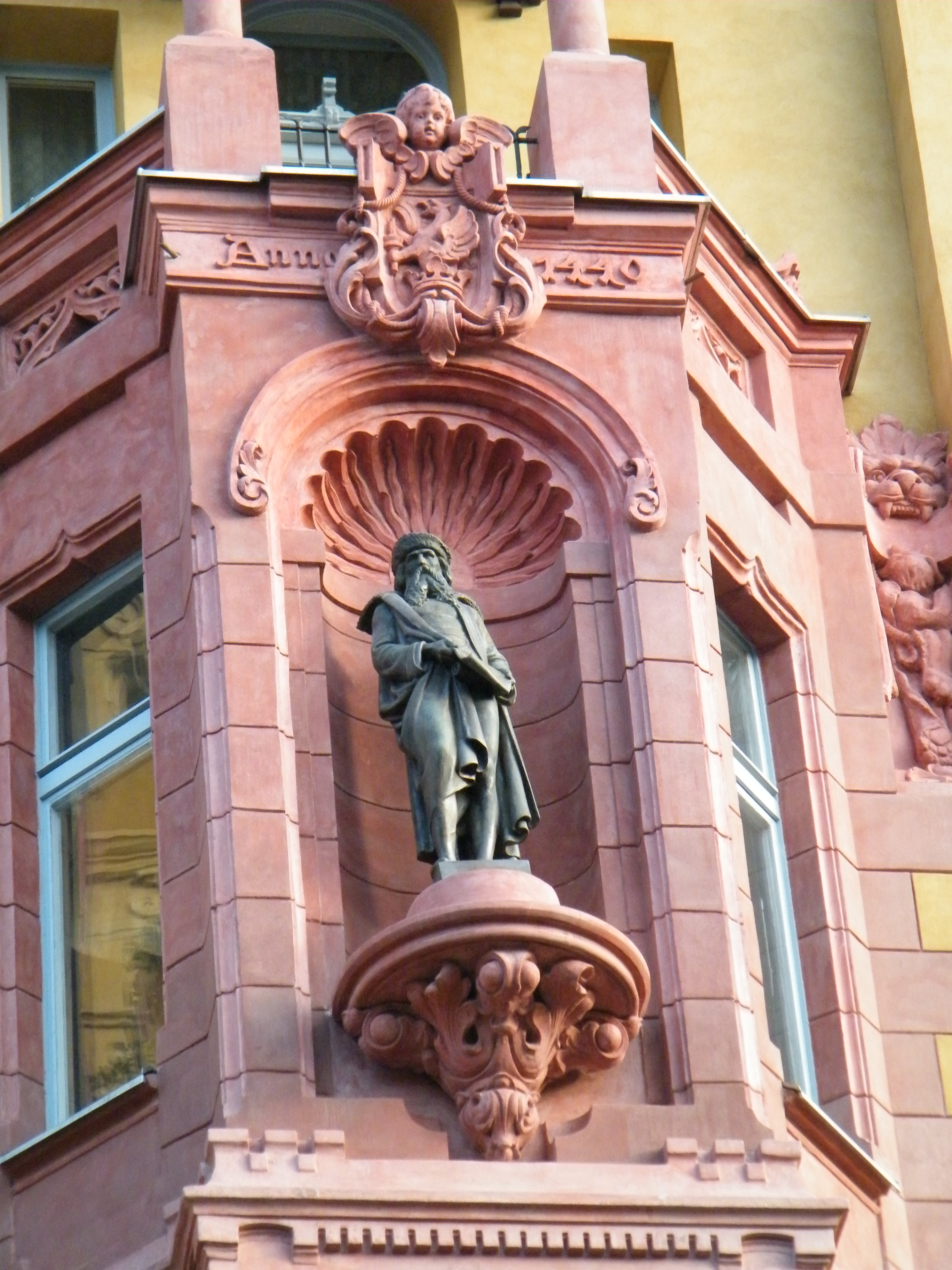
Posąg Gutenberga
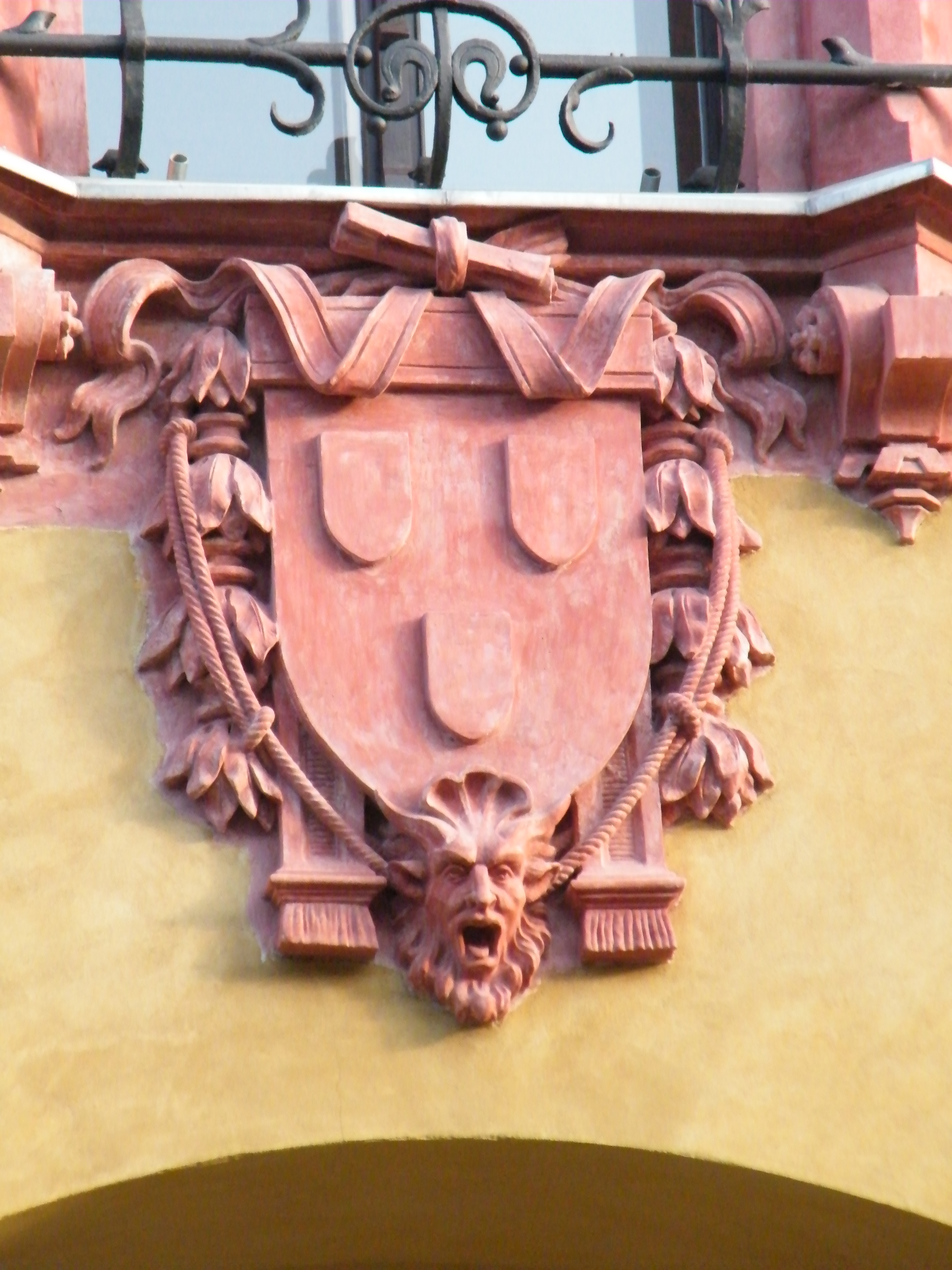
Detal – herb
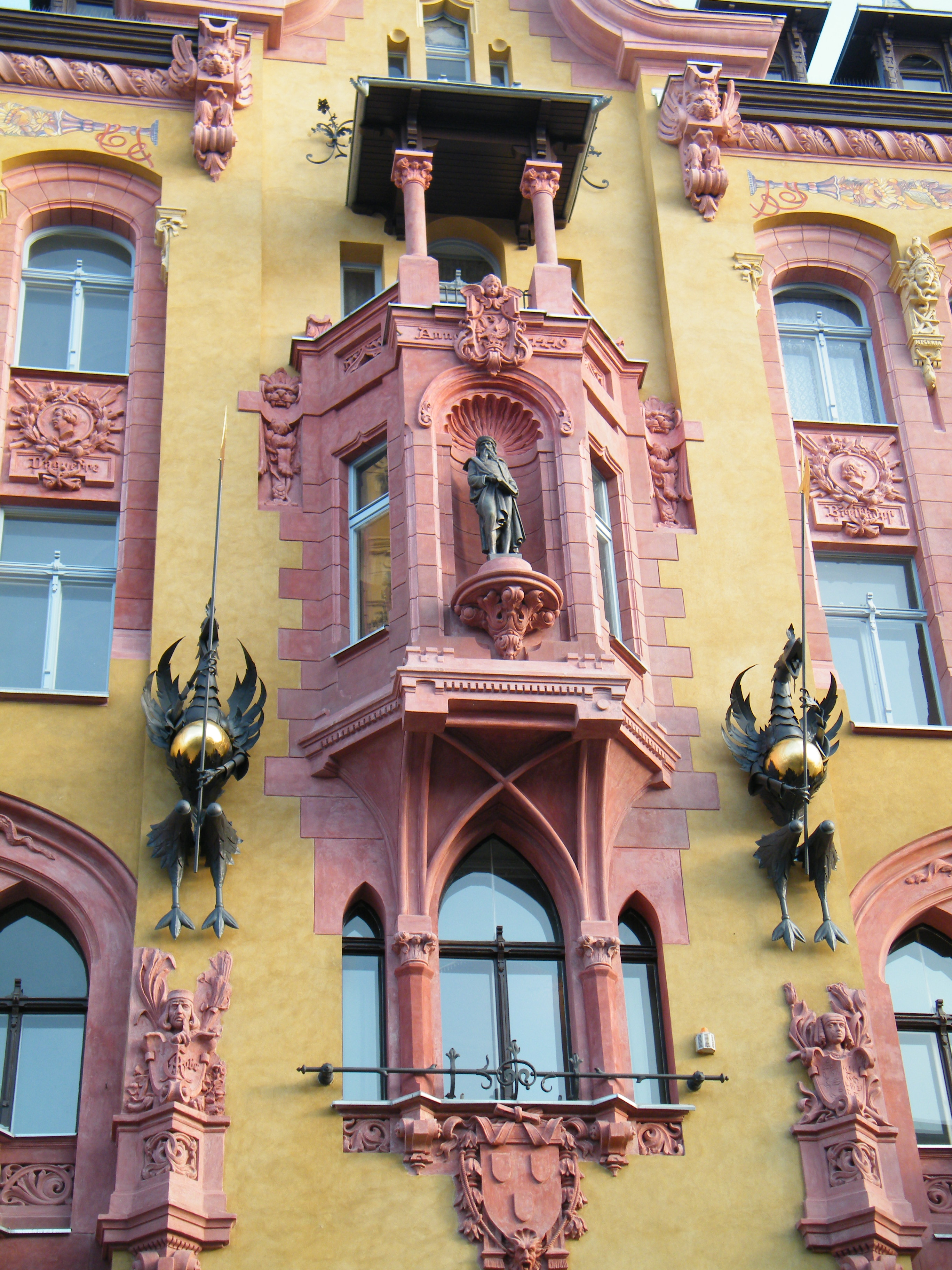
Zbliżenie na centralną część fasady
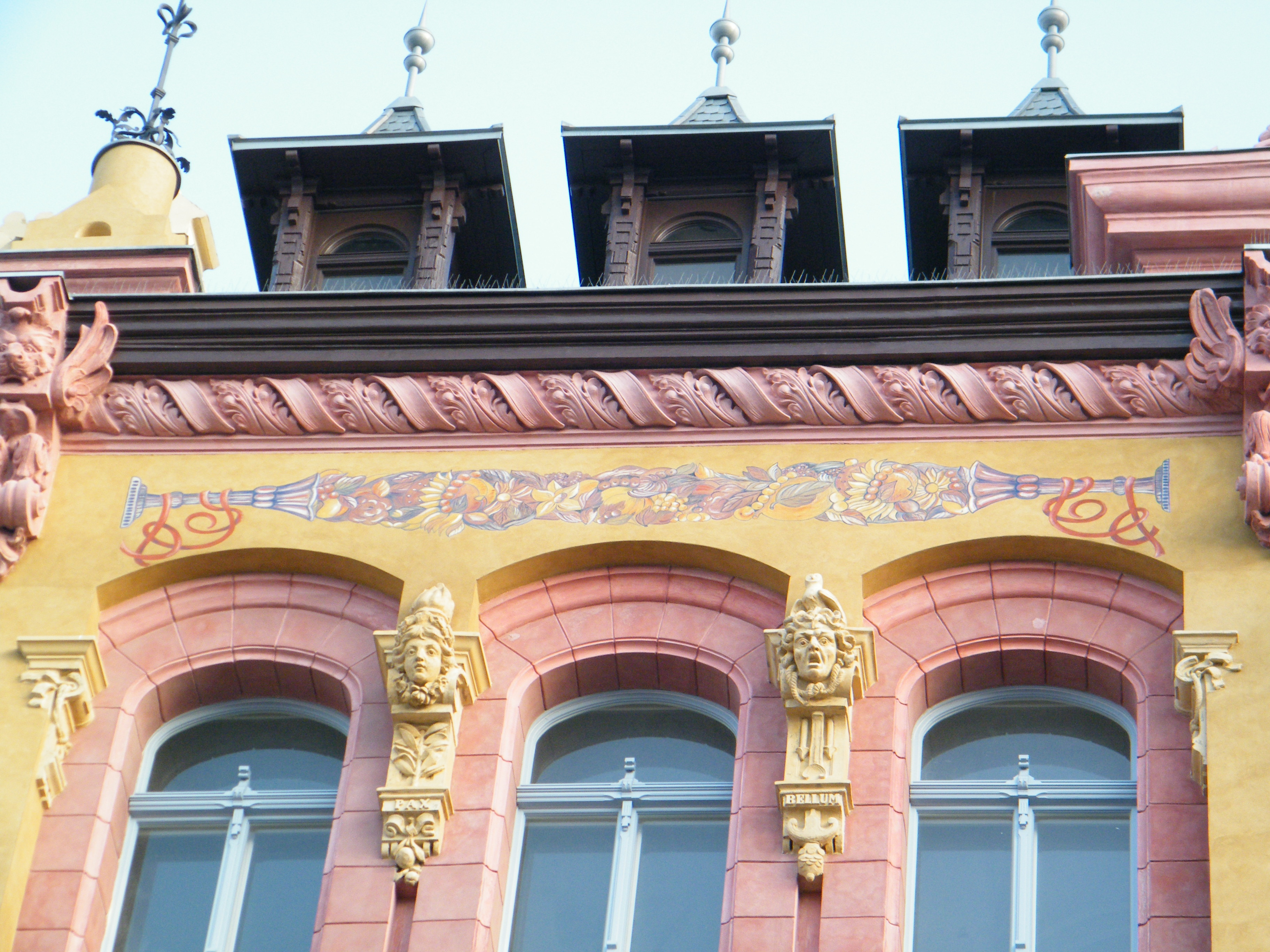
Ornament roślinny po lewej stronie fasady
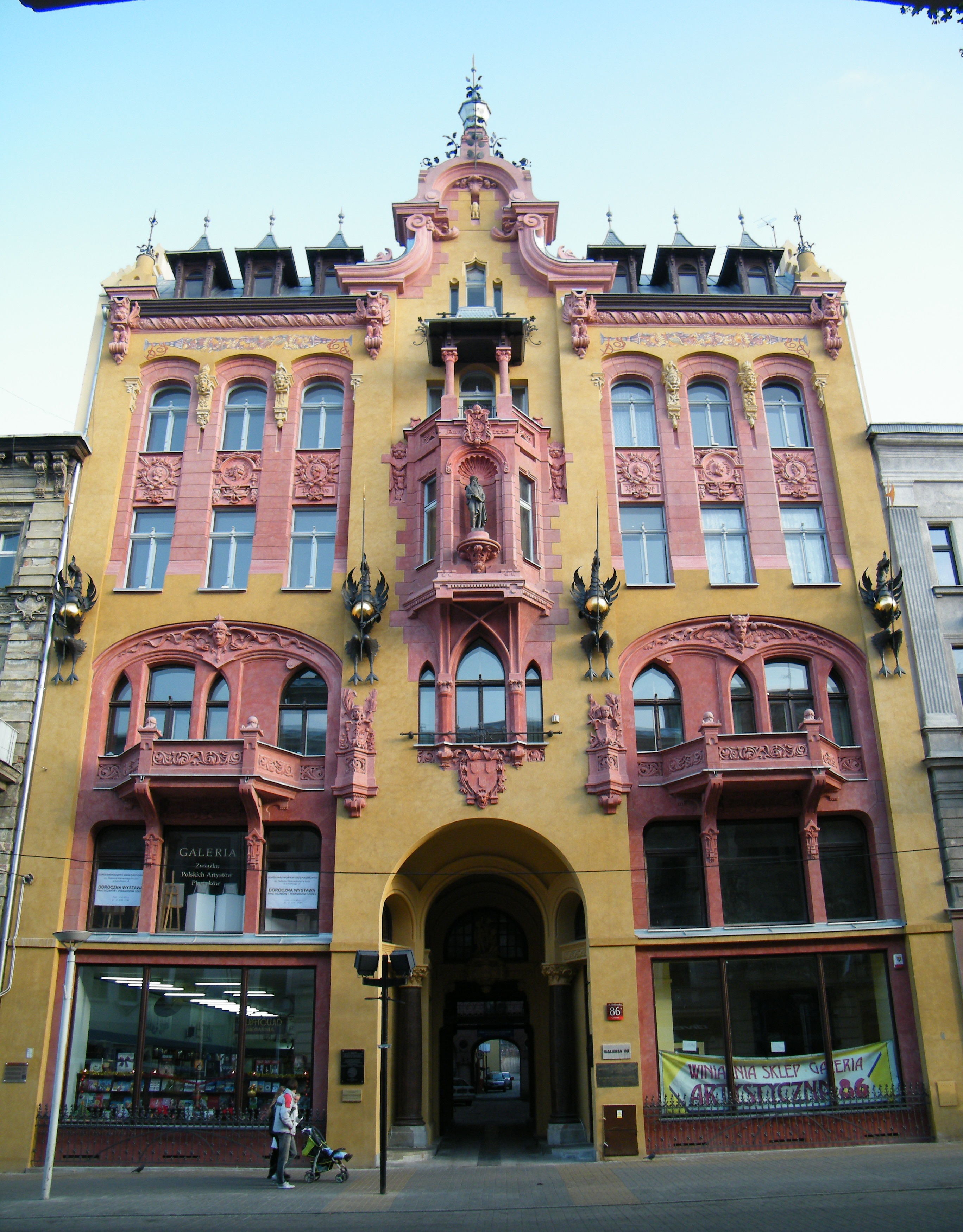
Ujęcie fasady wykonane z bramy naprzeciw
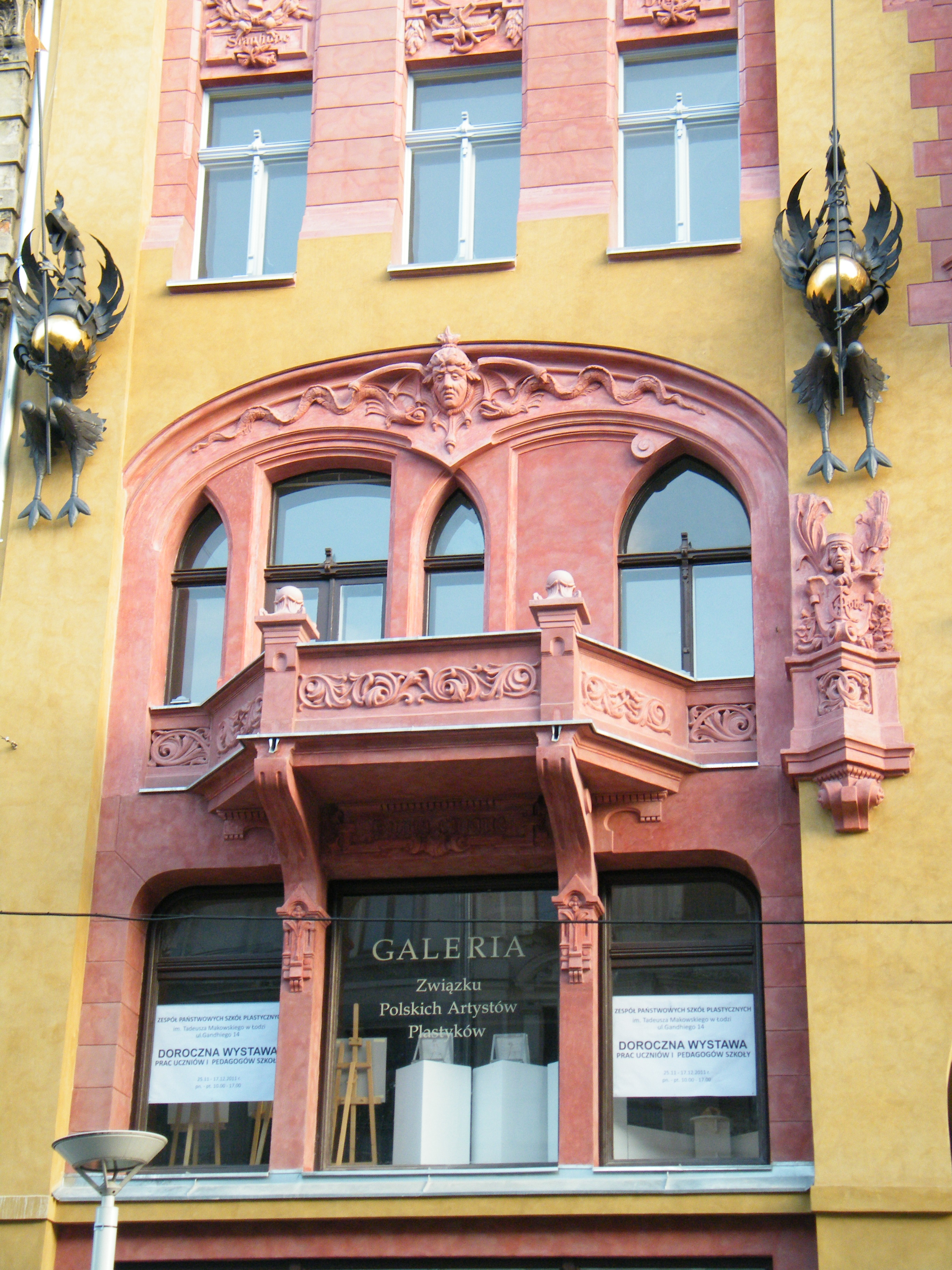
Detal – balkon po lewej stronie fasady
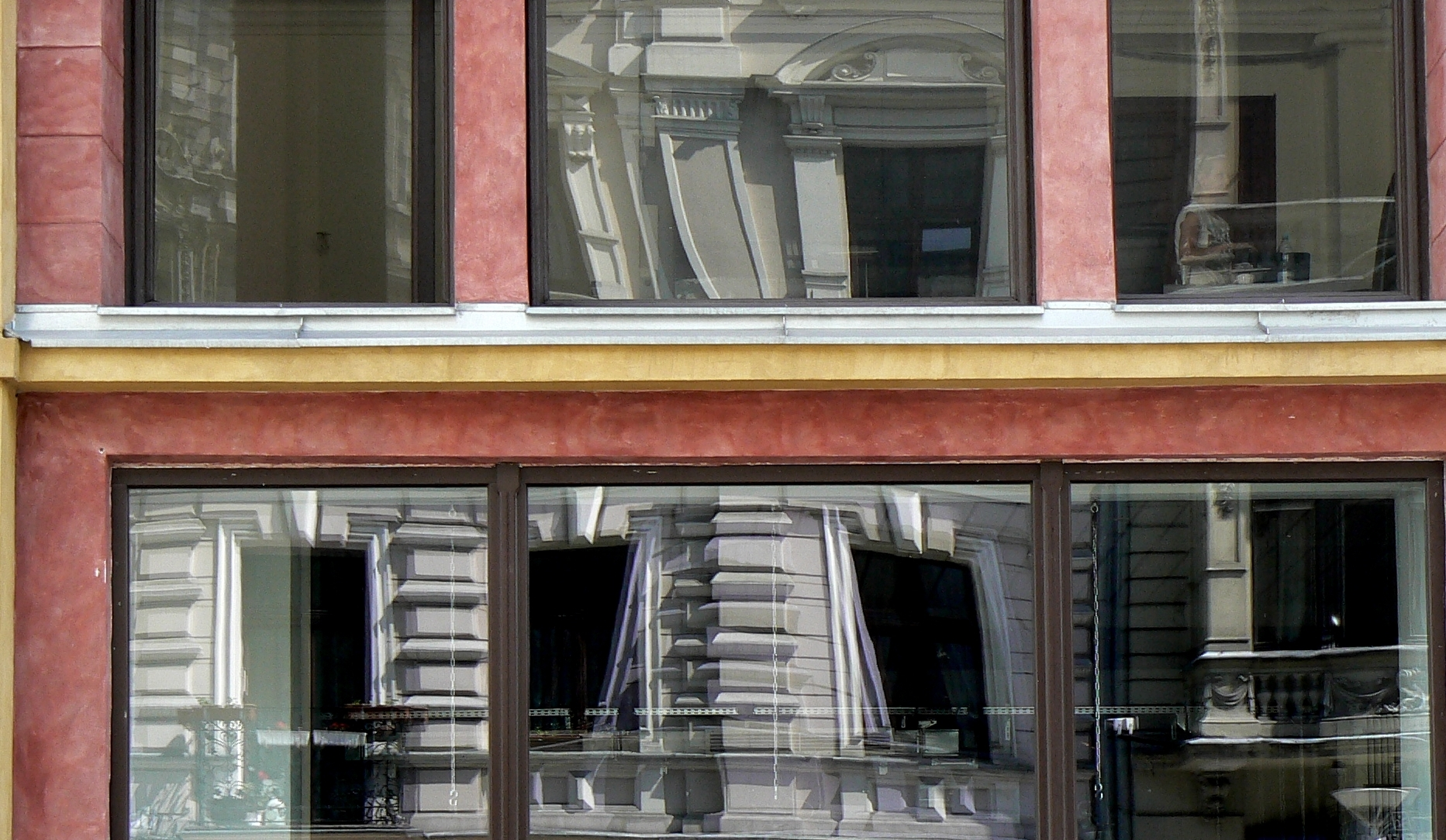
Okna frontowe kamienicy
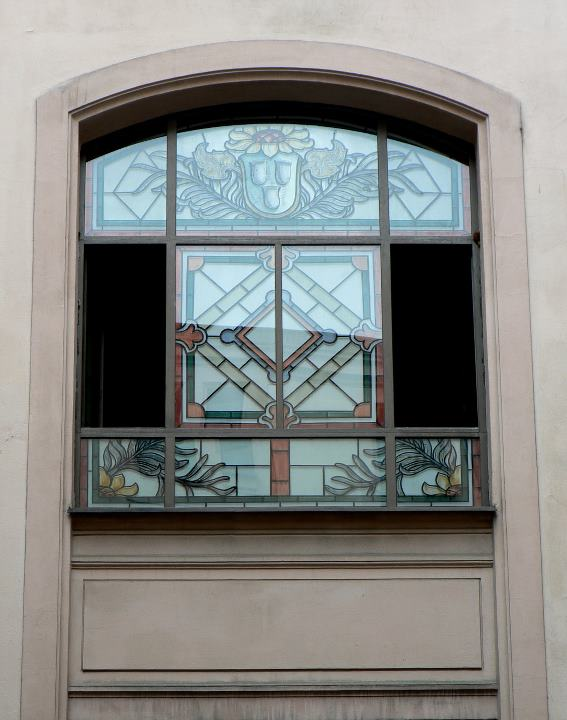
Okno na klatce schodowej
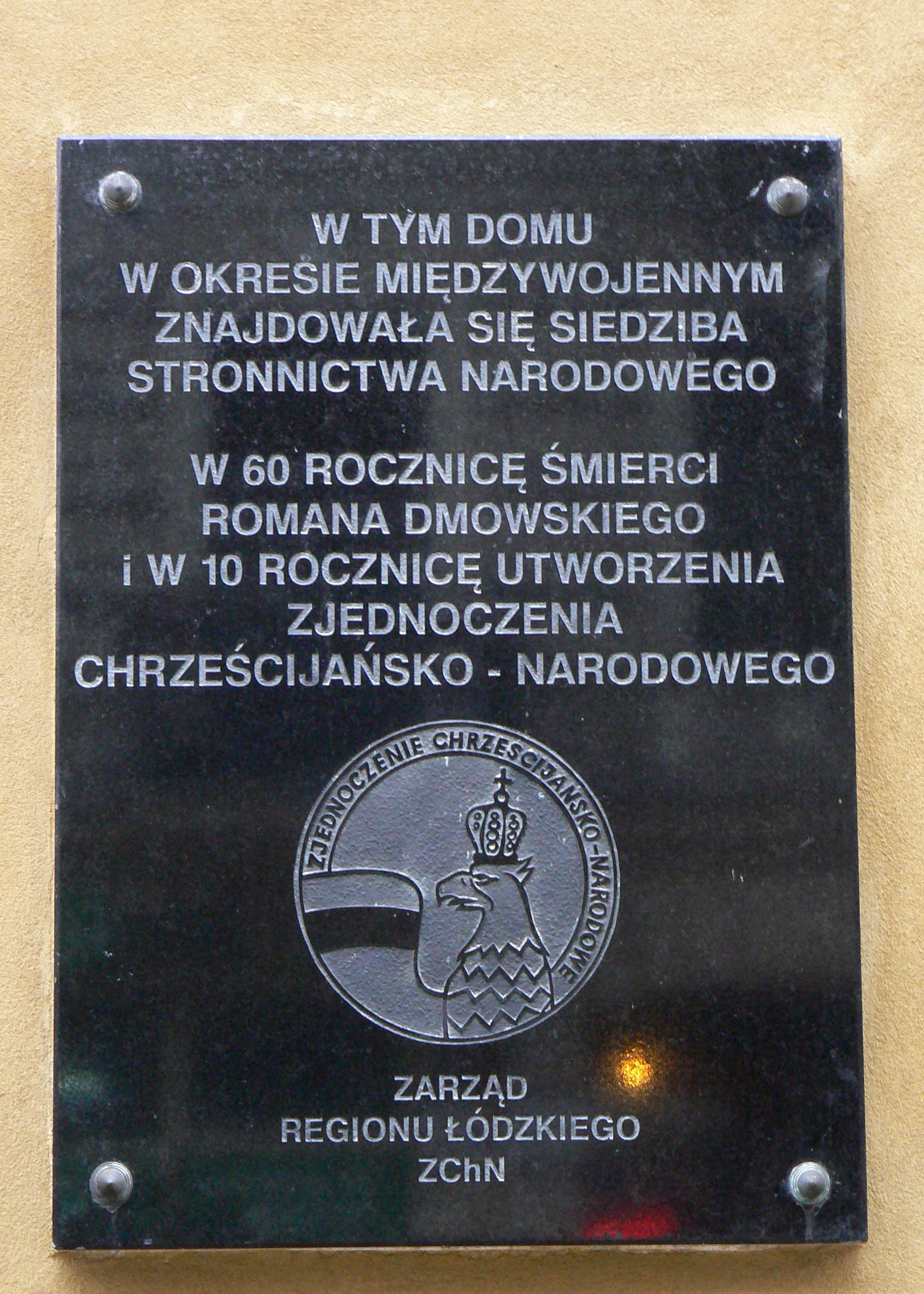
Tablica pamięci SN
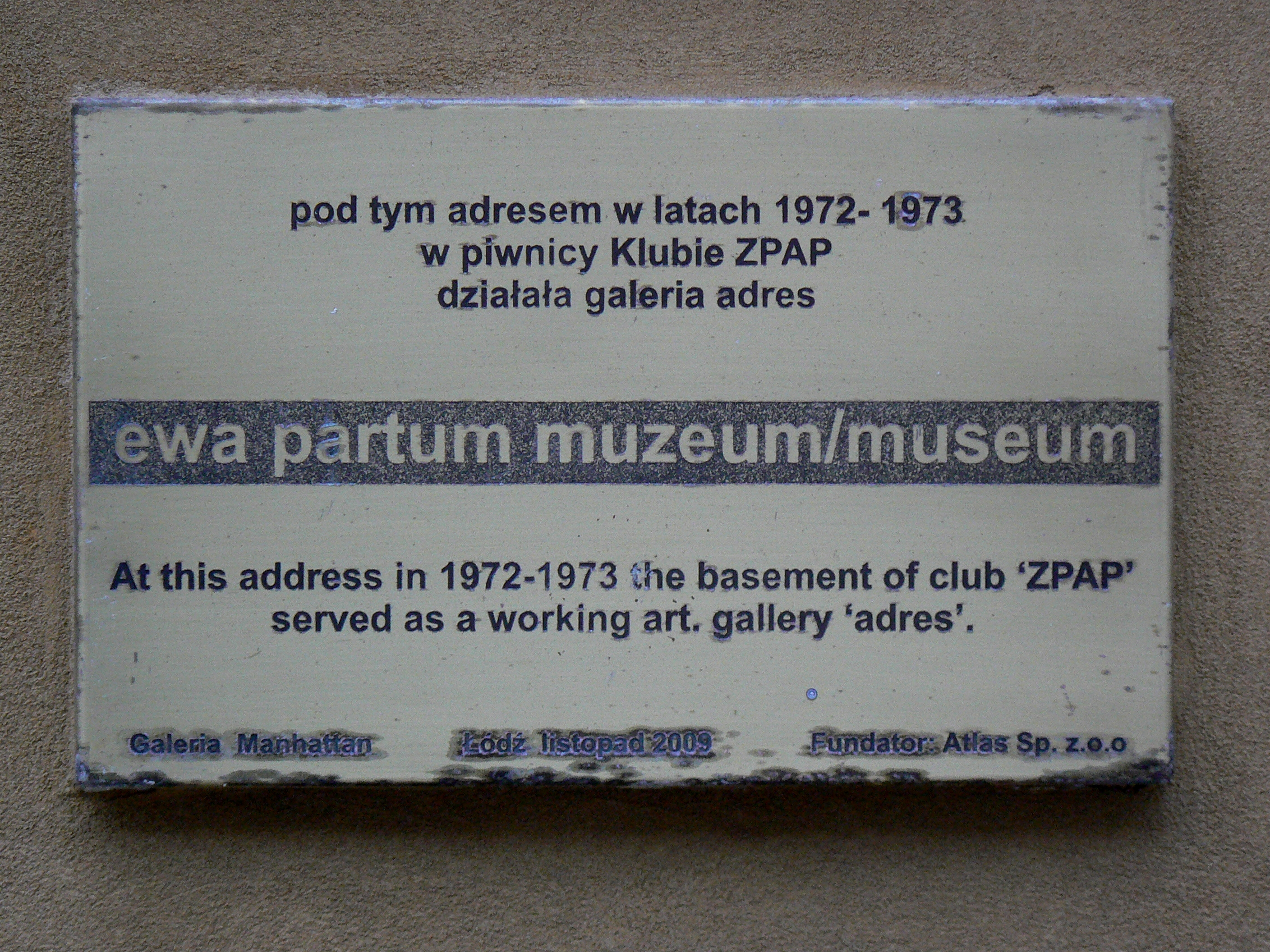
Tablica pamięci Klubu ZPAP galerię „adres”
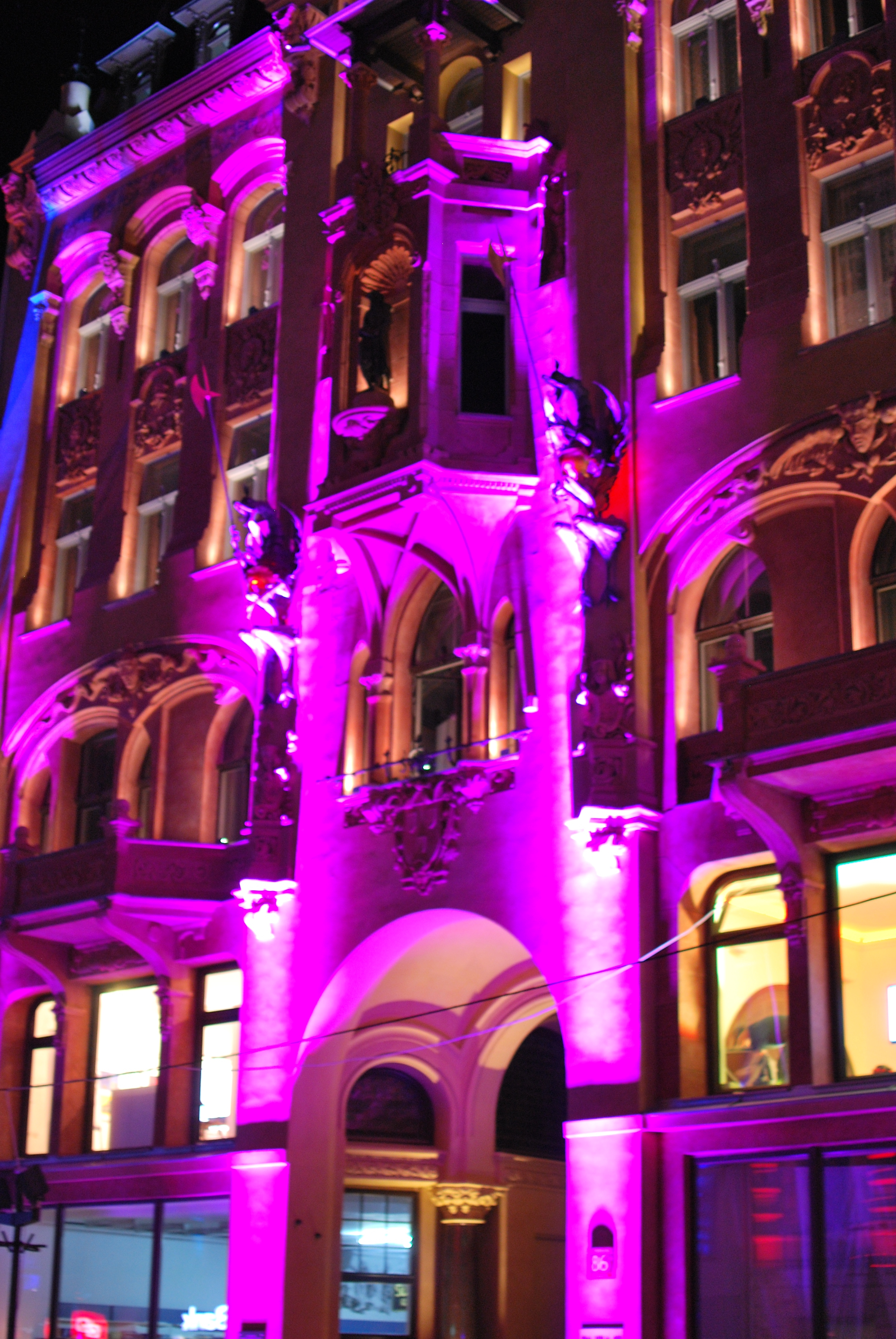
Podświetlenie podczas Light Move Festival 2012